# Sebaea spathulata
Sebaea spathulata är en gentianaväxtart som först beskrevs av Ernst Meyer, och fick sitt nu gällande namn av Ernst Gottlieb von Steudel. Sebaea spathulata ingår i släktet Sebaea och familjen gentianaväxter. Inga underarter finns listade i Catalogue of Life.